# 니시가와라역
니시가와라역(일본어: 西川原駅 니시가와라에키[*])은 오카야마현 오카야마시 나카구 니시가와라에 있는 서일본 여객철도(JR서일본) 산요 본선의 역이다.

## 개요
이 역은 슈지쓰 대학, 슈지쓰 단기 대학을 운영하는 학교법인 슈지쓰(就実)학원이 역 설치 비용 전액을, 오카야마 시가 역의 주변 정비 비용을 각자 부담해서 설치하였다. 노선 명칭상으로는 산요본선 단독역이지만 운전계통상 아코 선 열차도 들어오며 당 역에 정차한다.
역명은 JR서일본측은 지명인 ‘니시가와라(西川原)’를, 니시가와라 지역 주민과 슈지쓰 학원측은 ‘슈지쓰 대학 앞(就実大前)’을 주장하였고, 역 설치 협의가 난항을 겪었던 점을 들어 시간표, 운임, 노선도에 표시되는 정식 명칭은 ‘니시가와라’로 같은 역의 역사나 홈 내에서의 역명표시, 열차 차내 방송에서는 ‘니시가와라·슈지쓰’로 나온다.

## 역사
- 2004년 3월 - 슈지쓰 학원이 JR서일본 오카야마 지사에 다카지마 역 - 오카야마 역 사이 새로운 역 개설에 관한 요청서류 제출.
- 2007년
  - 5월 7일 - JR서일본이 주고쿠 운수국에 사업기본계획의 변경인가 (새로운 역 설치인가)를 신청.
  - 9월 14일 - 역 개설 공사 착공.
- 2008년 3월 15일 - 개업.

## 이용현황
하루 평균 승차 인원은 아래와 같다.
- 2007년 - 885명
- 2008년 - 1,685명
- 2009년 - 2,057명